# Rolls-Royce Silver Seraph
Rolls-Royce Silver Seraph — полноразмерный люксовый автомобиль, выпускавшийся с 1998 по 2002 год компанией Rolls-Royce Motors в Кру, Англия. 

## Описание
Разработка Silver Seraph началась в конце 1980-х годов, а проектные работы — в октябре 1990 года. К апрелю 1991 года концептуальный дизайн был утверждён руководством в июне 1991 года. После внесения нескольких изменений окончательный вариант дизайна был утверждён в 1994 году. 28 июля 1995 года были поданы заявки на патенты на дизайн как Rolls-Royce Silver Seraph, так и Bentley Arnage, в качестве прототипов использовались серийные модели. Разработка завершилась почти через десять лет, в конце 1997 года, а в начале 1998 года были выпущены пилотные серийные модели с регистрационными номерами R396 DTU.
Впервые Silver Seraph был представлен 3 марта 1998 года на Женевском автосалоне в роли преемника Silver Spirit, который был снят с производства в 1997 году. Производство Silver Seraph прекратилось, когда маркетинговая лицензия на использование марки Rolls-Royce была продана BMW, которая начала производить автомобили под новой корпорацией Rolls-Royce Motor Cars.

## Технические характеристики
Rolls-Royce Silver Seraph приводился в движение 5,4-литровым двигателем BMW M73 V12 из алюминиевого сплава в сочетании с пятиступенчатой автоматической трансмиссией.

## Park Ward
Удлинённая версия Silver Seraph с 5 пассажирскими сиденьями под названием Park Ward дебютировала в 2000 году на Женевском автосалоне. Автомобиль отличался от оригинала увеличенным на 250 мм размером дверей (в основном задних), что обеспечивало больше места для ног пассажиров. Изначально производитель Rolls-Royce планировал выпустить 200 таких автомобилей, однако после 2002 года производство было прекращено, и в общей сложности было выпущено 127 автомобилей. Silver Seraph — последняя модель с лейблом Park Ward.

## Галерея

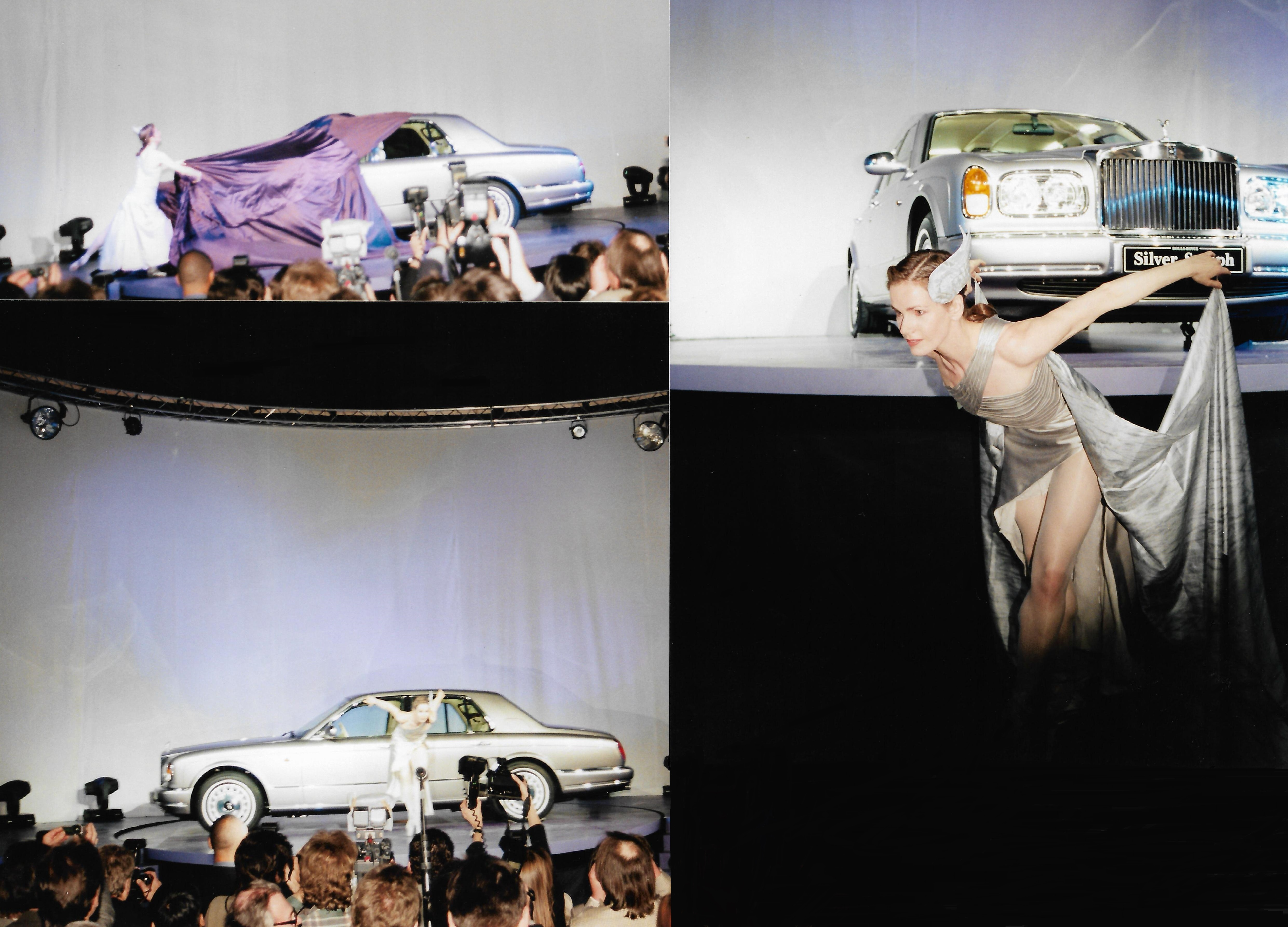
Презентация для прессы, Женева, 1998 год
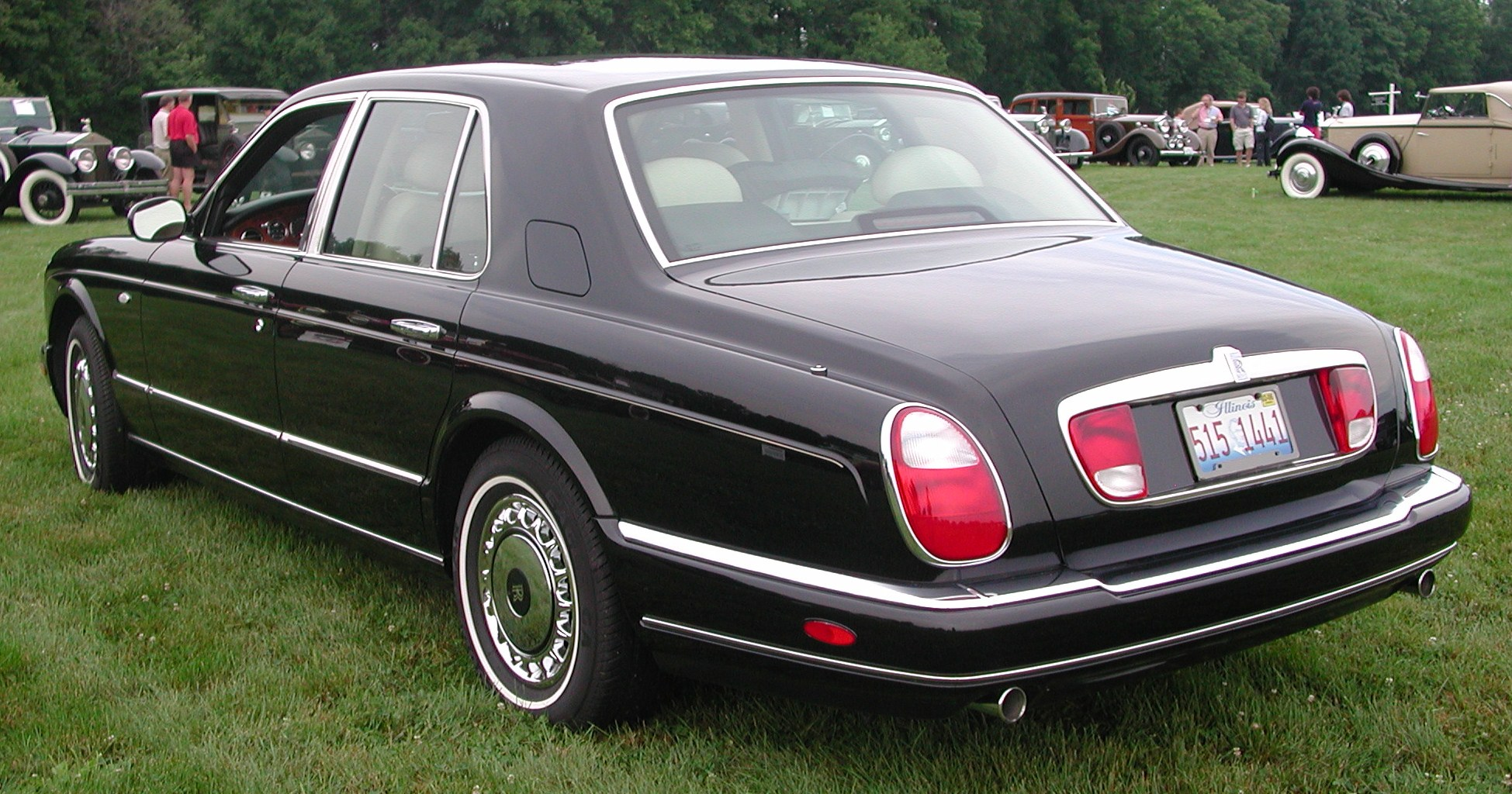
Silver Seraph (вид сзади)
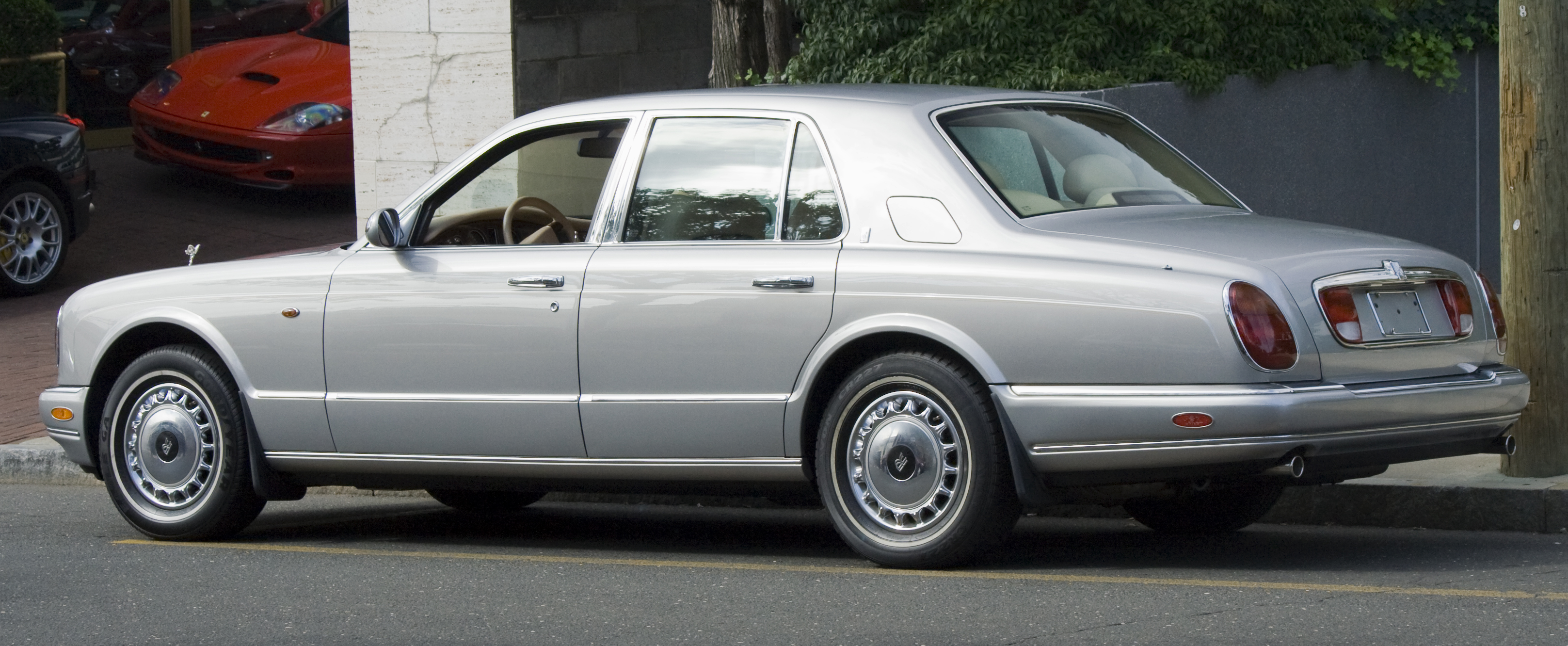
Silver Seraph (вид сбоку)
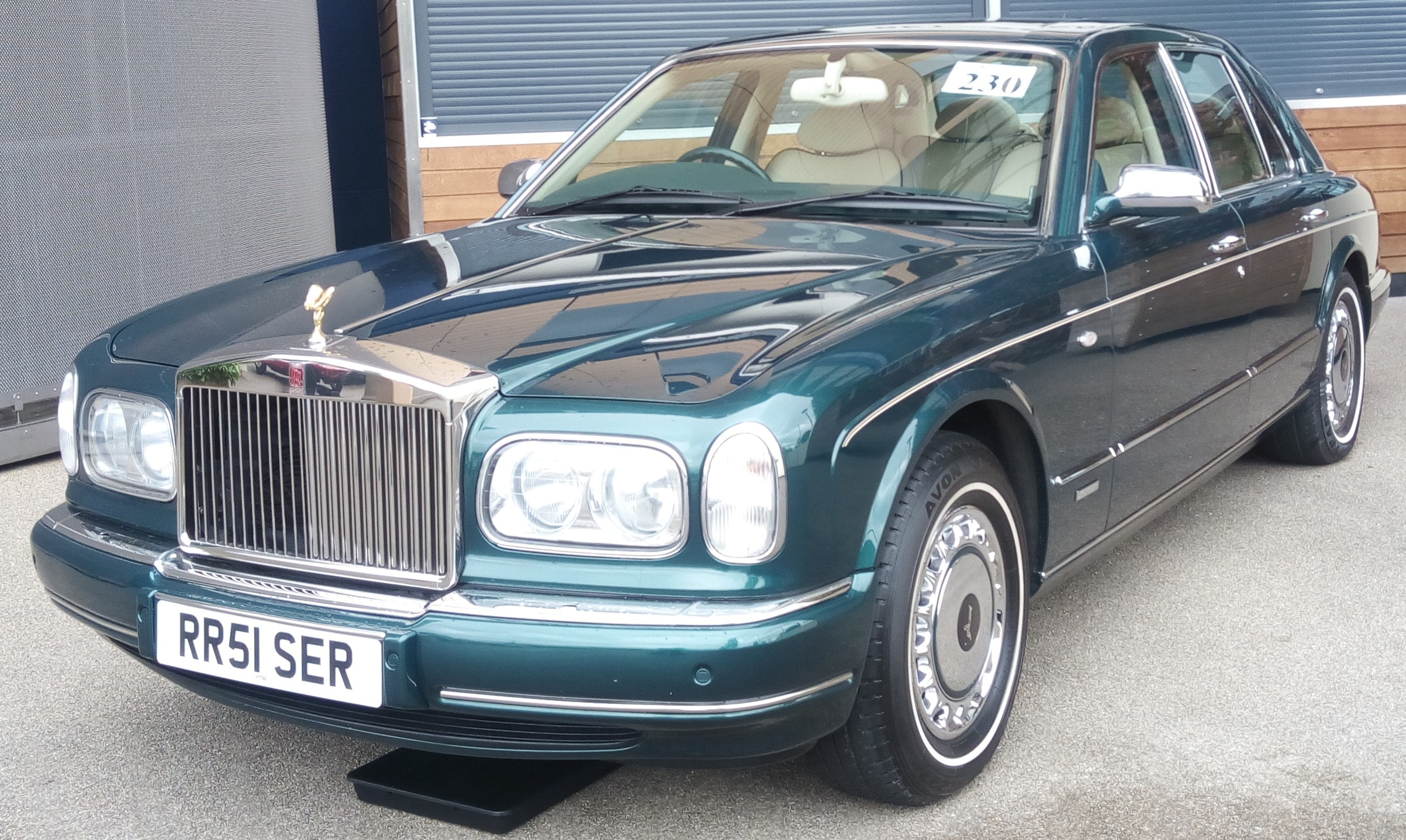
Silver Seraph «Last of Line»
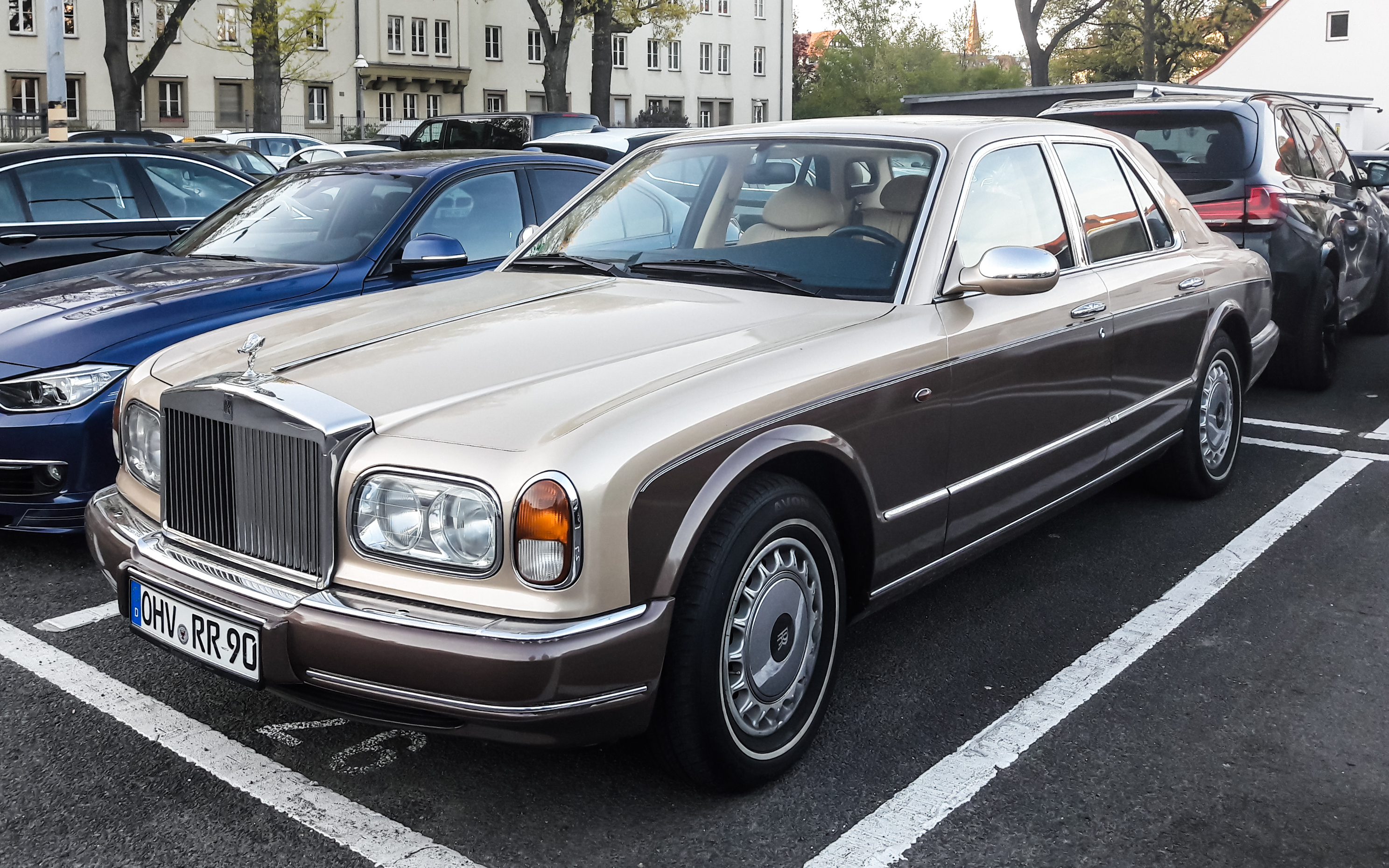
Silver Seraph в дополнительной двухцветной окраске
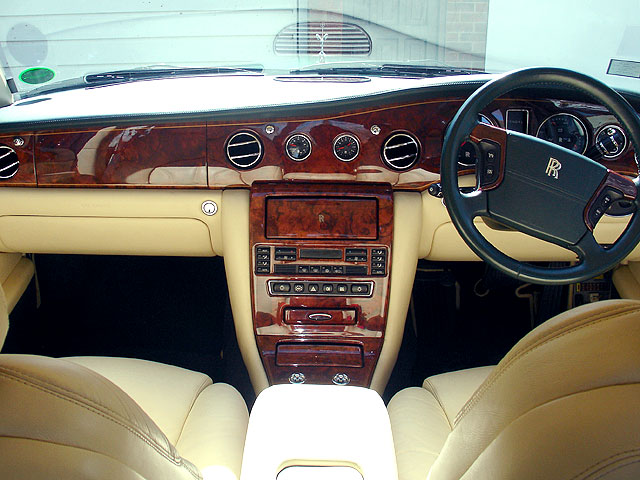
Интерьер